# Jovana Rapport
Jovana Rapport (* 18. Februar 1992 als Jovana Vojinović in Trstenik) ist eine serbische Schachspielerin. Bis 2007 war sie für den Schachverband von Serbien und Montenegro gemeldet, von 2007 bis 2013 für den montenegrinischen, von 2013 bis 2022 für den serbischen und seit August 2022 für den rumänischen und seit Juli 2024 für den ungarischen.

## Leben
Ihr Vater, der Internationale Meister Goran Vojinović (1963–2016), war ein Schachtrainer. Auch ihre jüngere Schwester spielt Schach. Seit 2016 ist sie mit dem ungarischen Großmeister Richárd Rapport verheiratet.

## Erfolge
Bei der U10-Mädchenweltmeisterschaft 2002 in Iraklio erreichte sie den dritten Platz. Im Januar 2009 gewann sie vor Elena Sedina die Mittelmeermeisterschaft der Frauen in Antalya. Die montenegrinische Einzelmeisterschaft der Frauen konnte sie in Cetinje 2009 und 2010 gewinnen. Im September 2011 gewann sie das internationale Frauenturnier in Pančevo vor Ana Benderac.
Bei U18-Mannschaftseuropameisterschaften der Mädchen war sie sehr erfolgreich: 2007, 2008 und 2009 am Spitzenbrett spielend erreichte Montenegro 2007 den dritten und 2008 den zweiten Platz. Jovana Vojinović erhielt 2008 in Szeged eine individuelle Goldmedaille für ihr Ergebnis von 6,5 Punkten aus 7 Partien bei einer Elo-Leistung von 2499 und 2009 in Pardubice eine individuelle Goldmedaille für ihr Ergebnis von 6,5 aus 7 bei einer Elo-Leistung von 2430.
Im Dezember 2007 erhielt sie den Titel Internationaler Meister der Frauen (WIM). Die Normen hierfür erzielte sie im März 2006 beim Sozina-Turnier in der montenegrinischen Hafenstadt Bar, im November 2006 bei der 19. Trophy in Belgrad und im März 2007 beim 39. Frauenturnier in Belgrad. Seit Juni 2009 trägt sie als erste Schachspielerin Montenegros den Titel Großmeister der Frauen (WGM). Die Normen für ihren WGM-Titel erzielte sie im März 2009 bei der Einzeleuropameisterschaft in Budva (die Norm zählte doppelt) und zwei Wochen später beim Turnier Lique Basse Normandie in Caen.
Mit ihrer höchsten Elo-Zahl von 2388 führte sie im Februar 2019 die serbische Elo-Rangliste der Frauen an.

## Nationalmannschaft
Rapport nahm an den Schacholympiaden der Frauen 2008, 2010 und 2012 jeweils am Spitzenbrett Montenegros, an der Schacholympiade 2014 am zweiten Brett der serbischen Frauenmannschaft teil. Mit der Frauennationalmannschaft Montenegros nahm sie an den Europameisterschaften der Frauen 2007, 2009 und 2011 teil, 2009 und 2011 am Spitzenbrett, für Serbien spielte sie bei den Mannschaftseuropameisterschaften der Frauen 2013 und 2015, wobei sie 2015 das beste Einzelergebnis am zweiten Brett erreichte.

## Vereine
Mit dem ŠK T-Com Podgorica nahm sie am European Club Cup der Frauen 2009 in Ohrid teil. Vereinsschach spielte sie auch in serbischen (für den SK RAD Belgrad und den ŠK Jelica PEP Goračići, mit dem sie am European Club Cup der Frauen 2013 auf Rhodos teilnahm), bosnischen und (seit der Saison 2013/14) in französischen (für Montpellier) Ligen. In der Saison 2014/15 spielte sie in der deutschen Frauenbundesliga für den SK Schwäbisch Hall, für den sie in der Saison 2016/17 erneut antritt. In der ungarischen Mannschaftsmeisterschaft spielte sie in der Saison 2015/16 für HVSE Infraplan.